# 德拉沃加尔多尼
德拉沃加尔多尼，是匈牙利绍莫吉州所辖的一个村。总面积6.27平方公里，总人口134，人口密度21.4人/平方公里（2011年1月1日）。